# Liste der Wappen mit der Geldrischen Rose
Die Liste der Wappen mit der Geldrischen Rose enthält Kommunalwappen und weitere Wappen sowie Logos mit der Geldrischen Rose, die eine Mispelblüte darstellt. Es war ein heraldisches Wappensymbol und gemeine Figur des Herzogtums Geldern. Die in der Liste aufgeführten Kommunen, Orte und Verwaltungseinheiten weisen in ihren Wappen durch die Geldernsche Rose auf die historische Zugehörigkeit zu diesem Herzogtum hin.

## Wappenbeschreibung
Blasonierung: „In Gold (Gelb) drei rote Mispelblüten, 2:1 gestellt“.

## Wappen in Deutschland
Die deutschen Orte und Kommunen lagen im geldrischen Oberquarier, auch Roermonder Quartier genannt.
| Wappen | Körperschaft                        | Name          | Landkreis       | Bundesland          | Beschreibung |
| ------ | ----------------------------------- | ------------- | --------------- | ------------------- | --- |
|        | Stadt                               | Alt-Viersen   | Kreis Viersen   | Nordrhein-Westfalen | eine silberne Mispelblüte. Wappen der Stadt bis zum 31. Dezember 1969 |
|        | ehemalige Gemeinde, heute zu Kerken | Amt Aldekerk  | Kreis Kleve     | Nordrhein-Westfalen | silberne Mispelblüte mit goldenem Butzen |
|        | ehemalige Gemeinde, heute zu Kerken | Amt Nieukerk  | Kreis Kleve     | Nordrhein-Westfalen | drei rote Mispelblüten mit goldener Butze und blauen Kelchblättern |
|        | Stadt                               | Erkelenz      | Kreis Heinsberg | Nordrhein-Westfalen | fünf spitzauslaufende rote Blütenblätter, fünf grüne spitze Kelchblätter sowie grünbetupfter fünfstrahliger goldener Blütenkelch |
|        | Stadt                               | Geldern       | Kreis Kleve     | Nordrhein-Westfalen | drei silberne Mispelblüten |
|        | Stadt                               | Goch          | Kreis Kleve     | Nordrhein-Westfalen | eine fünfblättrige rote Mispelblüte mit goldenem Butzen und goldenen Kelchblättern |
|        | Gemeinde                            | Issum         | Kreis Kleve     | Nordrhein-Westfalen | eine silberne (weiße) Mispelblüte zwischen drei, 2:1 gestellten, mit den Schäften zur Mispelblüte weisenden silbernen (weißen) Antoniuskreuze |
|        | Stadt                               | Kerken        | Kreis Kleve     | Nordrhein-Westfalen | die zwei Mispelblüten (weiß und rot) stellen die Orte Aldekerk und Nieukerk dar |
|        | Stadt                               | Kevelaer      | Kreis Kleve     | Nordrhein-Westfalen | Mispelblüte mit goldenen Blütenblättern, gerundeten roten Kelchblättern und als Pentagramm stilisierter fünfstrahliger roter Butzen, der innere Butzenkreis belegt mit acht kreisförmig angeordneten silbernen Punkten und einem weiteren in der Mitte |
|        | Stadtteil von Kevelaer              | Kleinkevelaer | Kreis Kleve     | Nordrhein-Westfalen | eine silberne Mispelblüte mit fünf goldenen Kelchblättern und sieben blauen Schwertern. Die sieben Schwerter nehmen Bezug zur Marienverehrung, den sieben Schmerzen Mariens                                                                            |
|        | Stadtteil von Geldern               | Pont          | Kreis Kleve     | Nordrhein-Westfalen | das ehemalige Wappen des Herzogtums Geldern |
|        | Stadtteil von Kempen                | Tönisberg     | Kreis Viersen   | Nordrhein-Westfalen | eine rote Mispelblüte mit schwarzen Kelchblättern und silberner (weißen) Butzen |
|        | Stadtteil von Geldern               | Veert         | Kreis Kleve     | Nordrhein-Westfalen | fünfblättrige blaue Mispelblüte mit goldenen (gelben) Butzen und goldenen (gelben) Kelchblättern |
|        | Stadt                               | Viersen       | Kreis Viersen   | Nordrhein-Westfalen | drei silberne Mispelblüten symbolisieren den Zusammenschluss von Dülken mit Boisheim, Süchteln und Viersen zu einer neuen Stadt |
|        | Stadtteil von Kevelaer              | Wetten        | Kreis Kleve     | Nordrhein-Westfalen | eine sechsblättrige offene silberne Mispelblüte mit zwei wuchtigen, goldenen Löwenkrallen auf rotem Grund, die nach oben aus ihr herauswachsen |

## Wappen in den Niederlanden
Das Herzogtum bestand vier Verwaltungseinheiten, dem Oberquartier Roermond und den drei Niederquartieren Arnhem, Nijmegen und Zutphen.
| Wappen | Körperschaft                                      | Name              | Provinz            | Quartier | Beschreibung |
| ------ | ------------------------------------------------- | ----------------- | ------------------ | -------- | ------------ |
|        | Gemeinde                                          | Berg en Dal       | Provinz Gelderland |          |              |
|        | Ortsteil der Gemeinde Achterhoek                  | Doetinchem        | Provinz Gelderland | Zutphen  |              |
|        | Gemeinde                                          | Horst aan de Maas | Provinz Gelderland | Roermond |              |
|        | Gemeinde                                          | Lochem            | Provinz Gelderland | Zutphen  |              |
|        | ehemalige Gemeinde (heute zur Gemeinde Roerdalen) | Montfort          | Provinz Limburg    | Roermond |              |
|        | Ortsteil der Gemeinde Roerdalen                   | Sint Odiliënberg  | Provinz Limburg    | Roermond |              |
|        | Gemeinde                                          | Rozendaal         | Provinz Gelderland | Roermond |              |
|        | Gemeinde                                          | Zaltbommel        | Provinz Gelderland | Nijmegen |              |

## Adelswappen
| Wappen | Adelsgeschlecht | Sitz              | Ort   | Beschreibung                                      |
| ------ | --------------- | ----------------- | ----- | ------------------------------------------------- |
|        | Strünkede       | Schloss Strünkede | Herne | in Grün drei silberne (2:1) fünfblättrige Mispeln |

## Logos
| Wappen | Ort      | Name                              | Verein / Institution | Beschreibung |
| ------ | -------- | --------------------------------- | -------------------- | --- |
|        | Erkelenz | Heimatverein der Erkelenzer Lande | Heimatverein         | allgemeines Vereinslogo; bestehend aus dem Wappen der Stadt Erkelenz mit der geldrischen Rose, ergänzt mit zwei blauen Flachsblüten aus dem Wappen des ehemaligen Landkreises Erkelenz |